# Tunisko na Letních olympijských hrách 1996
Tunisko se účastnilo Letní olympiády 1996. Zastupovalo ho 51 sportovců (45 mužů a 6 žen) v 9 sportech.

## Medailisté
| Medaile | Jméno          | Sport | Soutěž                      |
| ------- | -------------- | ----- | --------------------------- |
| Bronz   | Fathi Missaoui | Box   | muži velterová váha 63,5 kg |